# Quách Lạc La thị (Dận Tự)
Đích Phúc tấn Quách Lạc La thị  (chữ Hán: 嫡福晉郭絡羅氏; 1680-1726), Phúc tấn nhà Thanh, là vợ cả của Liêm Thân vương Dận Tự, Hoàng tử thứ 8 tính trong số những người con trưởng thành của Thanh Thánh Tổ Khang Hi đế.

## Cuộc đời

### Xuất thân danh giá
Đích phúc tấn mang họ Quách Lạc La thị (郭络罗氏), xuất thân danh giá, mẹ là con gái thứ bảy của An Thân vương Nhạc Lạc, được ban hiệu [Hòa Thạc Cách cách, 和碩格格], tương đương Quận chúa.
Quận chúa Ái Tân Giác La thị sinh ngày 30 tháng 8 năm Thuận Trị thứ 16 (1659), thân mẫu nghi vấn là Trắc phúc tấn Ngô Lạt Hán Triết Nhĩ Môn thị (喇汉哲尔门氏) hoặc Trắc phúc tấn Ô Lương Hải Tế Nhĩ Bá Đặc thị (济尔莫特氏), nhưng đều là Trắc phúc tấn nên vị Quận chúa này là thứ nữ. Tháng 2 năm Khang Hi thứ 11, Quận chúa Ái Tân Giác La thị được chỉ định kết hôn với Minh Thượng (明尚) mang họ Quách Lạc La. Năm Khang Hi thứ 12, Ngạch phò Minh Thượng bị phán tham ô 300 lượng trong trò cờ bạc, mà cờ bạc bị cấm vào đầu triều Thanh, Minh Thượng phải tội nên bị xử trảm. Năm Khang Hi thứ 23, Quận chúa cũng qua đời trong tình trạng suy kiệt nặng nề.
Vì cha mẹ đều mất sớm, Quách Lạc La thị được ông ngoại nuôi dưỡng trong phủ An Thân vương. Đích tổ mẫu của bà, cũng tức là Đích Phúc tấn của An Thân vương Nhạc Lạc là con gái của đại thần Sách Ni, cô ruột của Hiếu Thành Nhân Hoàng hậu. Sau khi ông ngoại qua đời, bà vẫn tiếp tục ở lại An vương phủ.

### Mang tiếng "đố phụ"
Năm Khang Hi thứ 31 (1692), Hoàng đế hạ chiếu chỉ định Quách Lạc La thị đính hôn với Hoàng bát tử Dận Tự, người có mẫu thân là Lương phi Vệ thị, năm ấy Dận Tự mới chỉ 11 tuổi. Dận Tự được Khang Hi đế quý mến, văn võ toàn tài, chú trọng rèn giũa nhân phẩm, nên việc ban hôn này chính là muốn xoa dịu An Thân vương Nhạc Lạc. Năm thứ 36 (1697), sơ định lễ của Quách Lạc La thị và Dận Tự được tổ chức tại An vương phủ, đây là sự khác biệt rõ rệt với các vị Hoàng tử khác. Một năm sau, Dận Tự lại được phong Bối lặc (貝勒), cùng năm thì làm lễ thành hôn chính thức với Quách Lạc La thị.
Vài năm đầu sau khi thành hôn, hai người vẫn sống trong Tử Cấm Thành, về sau mới chuyển ra phủ Bát Bối lặc. Bát Bối lặc phủ ngay gần Bách Lâm tự, sát bên với Tứ Bối lặc phủ (nơi sau này là phủ Ung Thân vương). Quách Lạc la thị xuất thân thế gia, tính tình mạnh mẽ ngạo mạn, lại có phần cương liệt không nhu hòa, mọi việc trong phủ đều là một tay bà lo liệu, đễn nỗi Dận Tự còn mang tiếng sợ vợ. Học giả Dương Trân (杨珍) nhận định rằng, Dận Tự là người có số lượng thiếp thất và con cái ít nhất trong số các hoàng tử của Khang Hi, có khả năng chính là nguyên nhân khách quan dẫn đến danh tiếng xấu của Quách Lạc La thị.
Năm thứ 47 (1708), Khang Hi Đế mỉa mai mẫu thân Lương phi của Dận Tự là ["Tiện phụ Tân giả khố"], cũng đích thân chỉ trích Quách Lạc La thị: [“允禩素受制于妻，其妻系安郡王岳乐之女所出。安郡王因謟媚辅政大臣，遂得封亲王，其妃系索额图之妹，世祖皇帝时记名之女子。其子玛尔珲、景熙、吴尔占等，俱系允禩妻之母舅，并不教训允禩之妻，任其嫉妒行恶，是以允禩迄今尚未生子。; “Tự khép nép với vợ. Một nhà toàn những người có mặt có mũi như An Thân vương, Mã Nhĩ Hồn, Cảnh Hy, Ngô Nhĩ Chiếm mà không biết dạy dỗ con cháu, đẻ ra một đứa ghen tuông đố kỵ ngoan độc như vợ Dận Tự, đến nỗi Tự tới giờ vẫn chưa được mụn con nào.”]
Nhận xét này không rõ khách quan tới đâu, nhưng có một điểm không sát với thực tế: tháng giêng năm 1708, Dận Tự đã có Hoằng Vượng, đứa con đầu lòng và là con trai độc nhất, do người thiếp họ Trương sinh hạ. Tháng Năm cùng năm, người thiếp họ Mao sinh thêm một đứa con gái. Tuy nhiên, nhận xét này của Khang Hy đã được Ung Chính ngày sau vin vào, biến thành một trong nhiều lý do hạ thấp Dận Tự. Tháng giêng năm 1726, Ung Chính nói với các đại thần, nhà Dận Tự, không chỉ chồng “gian ngoan đa đoan”, mà “vợ hắn cũng nghiệt ngã tàn ác, Doãn Tự ngày thường rất sợ. Thánh Tổ Nhân hoàng đế (tức Khang Hy) từng giáng dụ, vợ Doãn Tự thừa hưởng thói ác của nhà ngoại, chỉ cho chồng nạp một hai người tì thiếp, gần như khiến Doãn Tự tuyệt hậu, thê thiếp nghe đến tên là hãi hùng.” Cũng năm ấy, Tần Đạo Nhiên quản gia nhà Cửu a ca Doãn Đường khai rằng: “Mọi việc trong Bát phủ đều do một tay phúc tấn sắp xếp, Doãn Tự chỉ biết tuân theo. Nhà bình dân mà đàn bà làm chủ đã là không được, huống hồ lại trong phủ Thân vương, nói sao cho xuôi.” Tuy vậy, mối quan hệ của Dận Tự với Đích phúc tấn chung quy là nhường nhịn tốt đẹp.

### Cửu tử đoạt đích
Dưới chủ ý của Quách Lạc La thị, Dận Tự đã nhận một người con gái nhỏ của Hà Trác vào phủ nuôi dưỡng. Mặc dù việc lén lút nuôi dưỡng này thường xuất hiện ở triều Thanh, nhưng cũng trở thành chứng cứ phạm tội của Dận Tự về sau.
Cuối thời Khang Hi, cục diện chính trị hỗn loạn, Thái tử Dận Nhưng hai lần bị phế, nhà mẹ của Quách Lạc La thị là An vương phủ và Dận Tự tích cực tham gia vào cuộc chiến đoạt đích. Người cậu của bà là Cảnh Hi chính là một trong những người khiến cho Dận Nhưng bị phế hai lần. Dận Tự từng là một đối thủ cạnh tranh mạnh của Dận Nhưng, nhưng dưới sự chèn ép và ghét bỏ của Khang Hi đã không thể kế thừa Đế vị. Đến cuối năm 1722, Khang Hi Đế qua đời, Ung Chính lên ngôi. Không lâu sau thì Dận Tự được phong làm Thân vương.

### Kết cục
Ngày 28 tháng Giêng năm Ung Chính thứ 4 (1726), Ung Chính Đế hạ chỉ:
| “ | ○辛酉。谕诸王大臣等。允禩愈加悖逆。将朕所交之事、毫不实心效力。每事败坏。不但伊奸诈多端。伊妻更属残刻。允禩平日甚畏之。戊子年。圣祖仁皇帝御乾清门，曾特降谕上□日云允禩之妻残刻、皆染伊外家安郡王恶乱之习。几致允禩绝嗣。伊妻闻之恐惧，方容允禩收女婢一二人。仅生一子一女。朕即位以来。于允禩无恩不施。无事不教。乃允禩终怀异心。并不悛改。未必非伊妻唆使所致。朕将允禩晋封亲王时。伊妻外家，向伊称贺。伊云何喜之有。不知陨首何日等语。是诚何语。是诚何心。朕屡降严上□日与允禩之妻。又令皇后面加开导。谕伊劝谏允禩，感激朕恩。实心效力。乃屡次训教。允禩夫妻毫无感激之意。伊等恶迹昭著。允禩之妻。亦不可留于允禩之家。我朝先世、曾有旧例。信郡王敖扎之妻。因欺侮其王圣祖仁皇帝曾令休回外家。礼亲王福金残刻。太祖高皇帝特遣王等将伊处死。今尔等前去。将朕谕上□日、降与允禩之妻。革去福金。休回外家。降上□日与伊外家人等、另给房屋数间居住。严加看守。不可令其往来潜通信息。再将此上□日降与允禩。嗣后伊若痛改其恶。实心效力。朕自有加恩之处。若因逐回伊妻，怀怨于心。故意托病。不肯行走。必将伊妻处死。伊子亦必治以重罪 . Liêm Thân vương Doãn Tự càng ngày càng ngạo ngược, những việc trẫm giao chẳng việc nào làm cho nên hồn, không chỉ bản thân gian ác đa đoan, mà vợ hắn cũng xảo quyệt nghiệt ngã, khiến Doãn Tự rất sợ. Năm Mậu Tý, Thánh Tổ Nhân hoàng đế ngự Càn Thanh môn, vì việc Doãn Tự sợ vợ, đã từng giáng dụ rằng ‘Vợ Doãn Tự tàn bạo, nhiễm thói xấu ác của nhà ngoại, khinh khi sỉ nhục chồng, đến nỗi hắn gần như tuyệt hậu.’ Thánh Tổ Nhân hoàng để phải nhiều lần nghiêm huấn, vợ hắn mới cho phép Doãn Tự nạp thêm một hai người thiếp, chỉ sinh được một gái một trai. Doãn Tự là kẻ phạm tội nặng, nhưng trẫm từ ngày tức vị chẳng ơn nào là không ban, chẳng việc gì là không dạy, Doãn Tự vẫn nuôi dị tâm, hoàn toàn không hối cải, xem ra cũng bị vợ tác động ít nhiều. Khi trẫm tấn phong hắn làm thân vương, hắn đã nói với khách khứa những lời xấu xa đại loại như: “Có gì mừng mà chúc, chẳng biết đầu rơi ngày nào.” (Hắn ở đây là Dận Tự). Thế là lòng dạ gì, là lời lẽ gì? Trẫm đã nhiều lần giáng chỉ nghiêm huấn vợ Doãn Tự, lại yêu cầu cả hoàng hậu dạy bảo để thị khuyên nhủ chồng. Vậy mà hai vợ chồng vẫn không hề biết cảm ân. Doãn Tự phải bị trị tội, vợ hắn cũng không thể làm dâu nhà Ái Tân Giác La nữa. Nay lệnh cho các ngươi truyền dụ của trẫm đến vợ Doãn Tự, truất địa vị phúc tấn, đuổi về nhà ngoại. Phải làm gian nhà riêng biệt cho thị ở, gia đình không được đi lại. Kẻ nào dám thư từ sẽ bị xử tội, cả nhà cũng chịu vạ lây. Sức cho Doãn Tự, từ rày nếu hối cải, trẫm sẽ gia ân. Nếu vì việc vợ bị đuổi đi mà nuôi hờn nuôi oán, cố ý thác bệnh không lên triều, thì sẽ xử tội chết vợ hắn, con cái cũng bị phạt vạ. | ” |

Nhận được thánh chỉ, Quách Lạc La thị [không hề sợ hãi, ung dung mà đi]. Mùng 7 tháng sau, Ung Chính Đế lại hạ chỉ: “Trong tháng này, lệnh cho vợ tên Doãn Tự tự tận, thiêu xác đổ tro.”
Dận Tự bị cấm cố trong Tông Nhân phủ, bắt đổi tên thành A Kỳ Na (cái tên này lúc được dịch là “lợn”, lúc được dịch là “chó”, gần đây lại được các học giả thống nhất là “trơ tráo”, cùng nghĩa với Tái Tư Hắc). Dận Tự lĩnh tội trạng hơn 40 mục, tháng Mười cùng năm chết trong ngục vì bệnh nặng, thọ 46 tuổi. Hoằng Vượng đem chôn ở Nhiệt Hà. Quách Lạc La thị vì tro cốt đã bị ném bỏ, không thể hợp táng được nữa.

## Trong văn hóa đại chúng
| Năm  | Tác phẩm          | Diễn viên       | Vai diễn              |
| 2011 | Cung toả tâm ngọc | Dương Mịch      | Lạc Tình Xuyên        |
| 2011 | Bộ bộ kinh tâm    | Thạch Tiểu Quần | Quách Lạc La Minh Tuệ |